# Isuzu Fargo
Isuzu Fargo est une camionnette légère fabriquée entre 1980 et 2001 par le constructeur automobile japonais Isuzu au Japon. Le Fargo a duré deux générations, dont la première a été vendue entre 1980 et 1995 en tant que styles de carrosserie fourgon et camionnette, la deuxième génération, introduite en 1995, se limitant à un seul style de carrosserie fourgon. Cette deuxième génération était une version à badge de la Nissan Caravan (E24), par opposition à une conception Isuzu.
Entre 1982 et 1990, le Fargo de première génération a été commercialisé en Australie par Holden, la filiale australienne de General Motors sous le nom de Holden Shuttle. En Europe et en Nouvelle-Zélande, la première série Isuzu Fargo a été vendue sous le nom Isuzu WFR. En Colombie, il a été vendu sous le nom de Chevrolet WFR. Il a également été construit au Royaume-Uni par Vauxhall Motors et vendu sous le nom de Bedford Midi, puis de Vauxhall Midi.

## Première génération (1980–1995)
L'Isuzu Fargo de première génération a été introduite en décembre 1980 avec des moteurs à essence de 1,6 et 1,8 litre et un moteur diesel de 1,8 litre. Un diesel de 2,0 litres était également disponible, mais à l'origine uniquement dans la version familiale. La version commerciale (fourgonnette) a obtenu cette option à partir d'août 1981. Conçue dans le moule des véhicules japonais contemporains de l'époque, elle comportait un moteur sous le plancher.
Les options de 1,8 litre ont été abandonnées en mars 1982, toutes deux remplacées par des moteurs de 2,0 litres. En juillet 1982, la LS Wagon 9 places de luxe a été introduite, avec un toit ouvrant standard entre autres caractéristiques. Dans le même temps, le levier de vitesses à colonne a été retiré et un levier de vitesses monté au sol est devenu la norme sur toute la ligne. En novembre 1983, les diesels sont devenus disponibles avec une transmission intégrale à temps partiel. En janvier 1984, des moteurs turbodiesel ont été introduits dans le modèle Wagon LF, suivis de l'ajout de la transmission intégrale en option sur les wagons en novembre de la même année.
En janvier 1986, la Fargo a fait l'objet d'un lifting, avec des modifications des phares (maintenant un peu plus larges et de forme plus trapézoïdale) et du tableau de bord. Un an plus tard, une transmission automatique est devenue disponible sur les variantes à propulsion arrière. En septembre 1987, les wagons diesel à aspiration naturelle ont été abandonnés, ne laissant que des turbodiesels pour ces versions non commerciales. En octobre 1988, un style de carrosserie de camionnette (camion) à cabine avant a été ajouté, bien qu'il n'ait pas duré assez longtemps, et a été remplacé par la gamme Isuzu Faster plus populaire.
En janvier 1991, le moteur diesel 4FG1 de 2,4 litres a été introduit, remplaçant les unités antérieures de 1,8 et 2,0 litres. Des modifications de conception ont également été apportées, tant à l'intérieur qu'à l'extérieur. En août 1993, le turbodiesel 4FG1-T de 2,4 litres s'est normalisé sur toute la gamme. Des ceintures de sécurité arrière à trois points sont désormais installées sur les modèles équipés de sièges arrière et l'unité de climatisation est désormais sans chlorofluorocarbone (CFC).

### Bedford/Vauxhall Midi

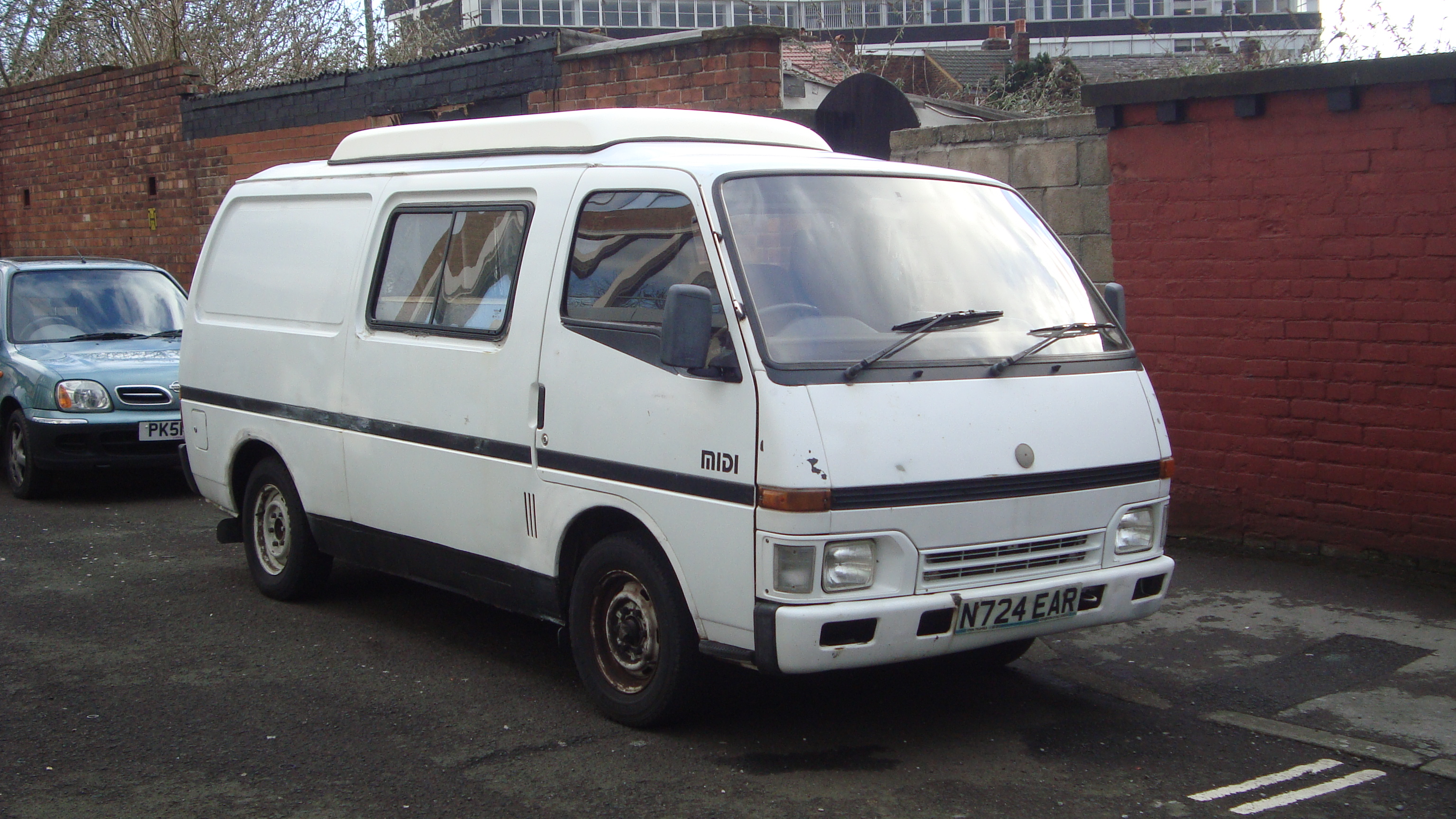
Vauxhall Midi

Vauxhall Motors, propriété de General Motors, a proposé une version du Fargo sous le nom de Bedford Midi entre 1985 et 1995. À la suite de la vente des véhicules Bedford à AWD, le Bedford Midi a été rebaptisé Vauxhall Midi. Les versions vendues en Europe continentale et en Irlande ont été vendues sous divers noms, notamment Bedford Seta, General Motors Midi, GME Midi et Isuzu Midi. Entre 1983 et 1988, Industries Mécaniques Maghrébines (IMM) a produit l'Isuzu Midi dans son usine de fabrication de Kairouan, en Tunisie.
Le Bedford Midi était destiné à remplacer le Bedford CF, qui a cependant continué sa production jusqu'en 1987, en tant que variante plus chère et plus lucrative. Il a été construit à Luton. Bien que les ventes aient été relativement bonnes, elle n'a jamais fait d'impression sur le marché et a concurrencé des véhicules similaires de Toyota et de Nissan. La production du Midi a pris fin en 1995, même si des véhicules étaient encore vendus jusqu'en 1997. Après cela, GM a conclu un accord avec Renault et a commencé à produire le Renault Trafic, sous les noms d'Opel et de Vauxhall dans l'usine IBC Vehicles, que le Bedford Midi a également été produit, le remplaçant ainsi efficacement. Le Renault Master a également commencé à être produit sous ces marques.

### Holden Shuttle

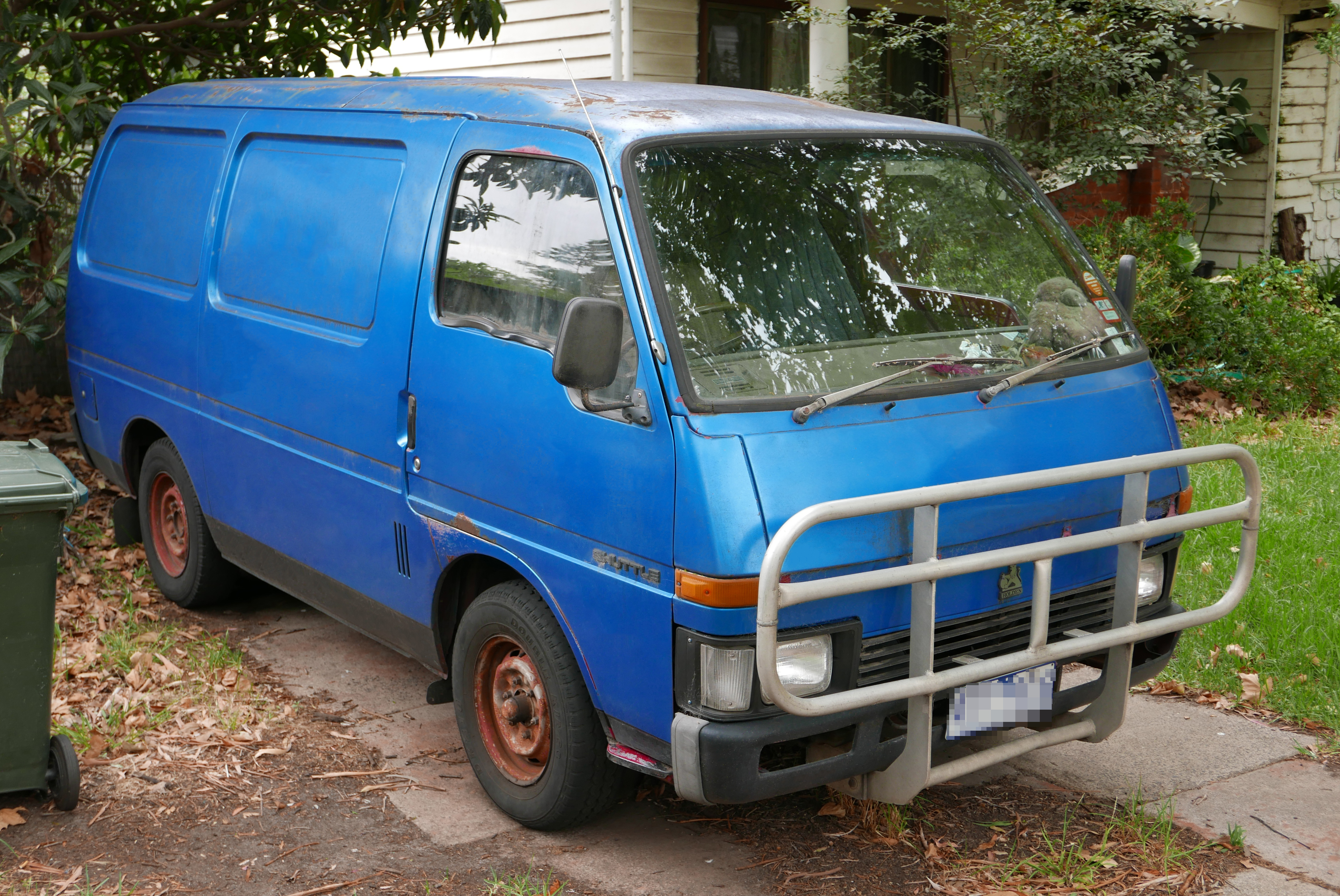
Holden Shuttle

L'Isuzu Fargo a également été produit en Australie sous le nom de Holden Shuttle. Il était disponible à la fois en fourgonnette et en minibus, mais il n'était pas très populaire et au total, un peu plus de 200 véhicules Holden Shuttle ont été vendus, effectivement Holden a abandonné le marché des fourgonnettes.
Deux moteurs étaient initialement proposés: un moteur essence 1,8 litre 4ZB1 de 65 kW (87 ch) et un diesel 2,0 litres 4FC1 de 44 kW (59 ch). En 1986, l'essence 1.8 a été retirée et remplacée par l'essence 2.0 litres 4ZC1 produisant 69 kW (93 ch). Les trois moteurs étaient couplés à une transmission manuelle à quatre vitesses.
En juin 1985, la gamme de modèles a été restructurée, la transmission manuelle à cinq vitesses des modèles LS et LT étant désormais de série sur le modèle de base. Un modèle relooké est arrivé en juin 1986, impliquant le déplacement des badges, des phares remodelés et des roues en acier nouvellement conçues pour la navette de base.
La navette a fait l'objet de plusieurs liftings mineurs et de changements en cours d'exécution au cours de sa production. Au milieu de 1983, un siège avant central a été ajouté. Celui-ci se composait de deux sièges baquets extérieurs et d'une banquette centrale, donnant l'impression d'une seule banquette.
Ce rafraîchissement a coïncidé avec une gamme réduite; Holden a supprimé les options diesel et empattement long.

## Deuxième génération (1995–2002)

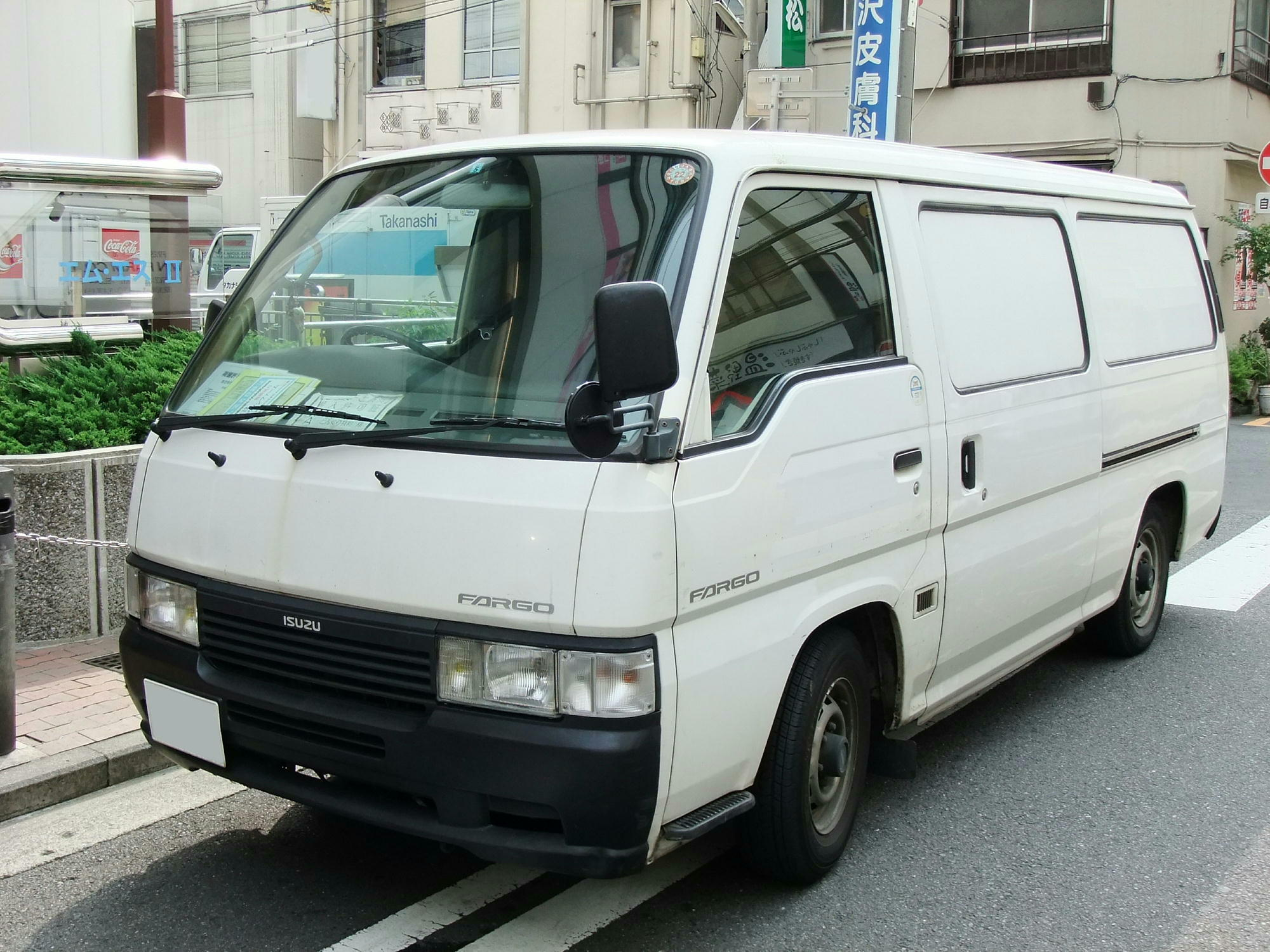
1997 Isuzu Fargo

En raison de mauvaises ventes de l'Isuzu Fargo sur le marché européen, même sous les badges Bedford et Vauxhall, Isuzu a décidé de ne pas développer une deuxième génération, mais a plutôt conclu une coentreprise avec Nissan pour produire une version modifiée de la Nissan Caravan, sous l'Isuzu. marque sur des marchés sélectionnés. La production a duré de 1995 à 2002. Isuzu a ensuite pensé arrêter de produire des camionnettes et vendre les droits et l'outillage à Nissan, produisant toutes les camionnettes sous le nom de Nissan, mais a finalement décidé de continuer à commercialiser des camionnettes sous la marque Isuzu.
Sur certains marchés situés en Europe, ceux-ci ont été vendus avec les badges Isuzu et Nissan, et vendus chez les concessionnaires Isuzu et Nissan.